# Olympische Sommerspiele 1896/Leichtathletik – Marathon (Männer)
Der Marathonlauf der Männer bei den Olympischen Spielen 1896 wurde am 10. April 1896 ausgetragen. Er führte von Marathon nach Athen zum Panathinaiko-Stadion. Damit folgte die Streckenführung dem Weg, den der antike Bote Pheidippides genommen haben soll, als er den Sieg über die Perser im Jahre 490 v. Chr. verkündete.
Einheitliche Streckenlängen für diesen Wettbewerb gab es damals noch nicht. Man orientierte sich an der Länge des oben genannten Wegs von Marathon nach Athen. Das wurde erst anders nach den Olympischen Spielen 1908 in London, als der Startpunkt am Windsor Castle erfolgt war und im White City Stadium geendet hatte. Daraus ergab sich dann schließlich die bis heute offizielle Streckenlänge von 42,195 Kilometern.

## Rekorde
Weltrekorde wurden im Marathonlauf wegen der unterschiedlichen Streckenbeschaffenheiten noch bis einschließlich 2003 nicht geführt. Die schnellste bis zu einem bestimmten Zeitpunkt gelaufene Zeit galt vorher als Weltbestleistung. Auch diese war im Jahr 1896 noch inoffiziell.
| Weltbestleistung | 3:03:05 h | Griechenland | Dimitrios Deligiannis | 1896 |

Der folgende olympische Rekord wurde während des Wettbewerbs aufgestellt:
| Olympischer Rekord | 2:58:50 h | Spyridon Louis ( GRE) | 10. April 1896 |

## Rennverlauf
10. April 1896, 14:00 Uhr
Auf den ersten zwanzig Kilometern führte der Franzose Lermusiaux, Olympiadritter über 1500 Meter, das Feld an. Der spätere Olympiasieger lag zu dieser Zeit noch auf Platz sechs. Neben Lermusiaux nahmen auch Flack, der Olympiasieger über 800 und 1500 Meter, Blake, Olympiazweiter über 1500 Meter, sowie Kellner und Lavrentis Positionen vor Louis ein. Drei der fünf führenden Läufer waren also bereits auf den Mittelstrecken erfolgreich gewesen und versuchten nun ihr Glück auf der ungleich längeren Distanz.
Hitze, staubige Straßen, die hügelige Strecke und sicher auch die Unerfahrenheit der Läufer auf solch einer Strecke forderten allerdings ihren Tribut, so dass zunächst Blake aufgab und Lermusiaux zurückfiel. Spitzenreiter war nun für längere Zeit der Australier Flack. Lermusiaux gab das Rennen bei Kilometer 32 endgültig auf. An etwa der gleichen Stelle schloss Spyridon Louis zu Flack auf. Nachdem beide etwa fünf Kilometer gemeinsam gelaufen waren, setzte sich Louis bei dem Dorf Ambelokipi vom Australier ab, der wenig später aufgab. Als der Grieche ins Panathinaiko-Stadion einlief, kannte die Begeisterung seiner Landsleute keine Grenzen und steigerte sich noch weiter, als die Zuschauer erkannten, dass auch der zweite Läufer nach Louis ein Grieche war.
Der Sieger Spyridon Louis war ein Schafhirte, gleichzeitig Rekrut und Wasserträger unter Oberst Papadiamontopoulos, dem die Zähigkeit und Ausdauer seines Soldaten aufgefallen war. So bewegte der Oberst ihn, am olympischen Marathonlauf teilzunehmen. Die beiden Nächte vor dem Rennen betete Louis und am Tag vor seinem Start fastete er.

### Anmerkungen

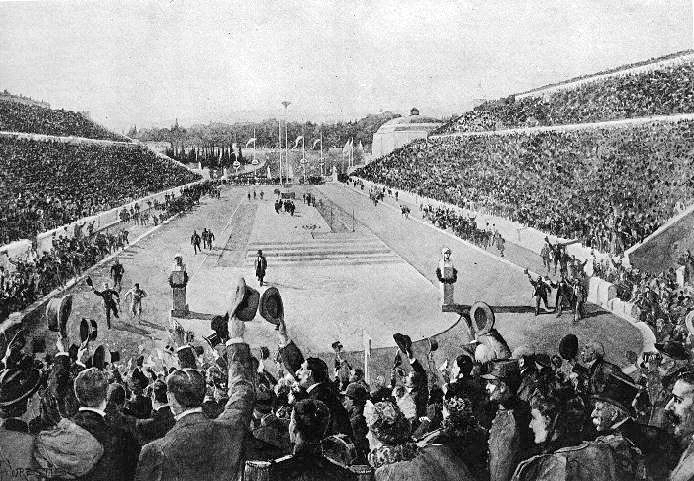
Olympiasieger Spyridon Louis läuft ins Stadion ein
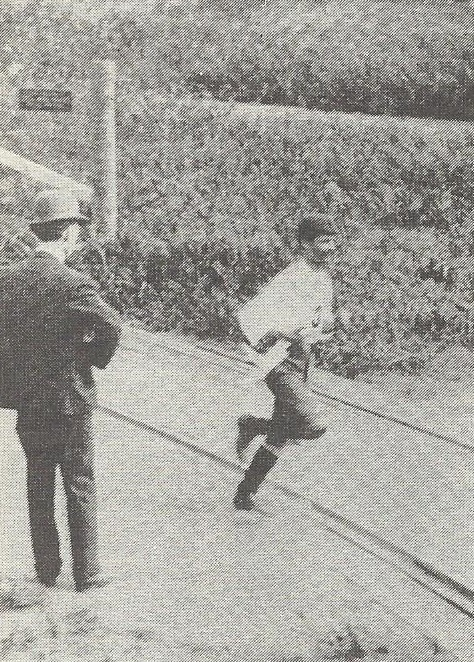
Ein Marathonläufer passiert einen Offiziellen
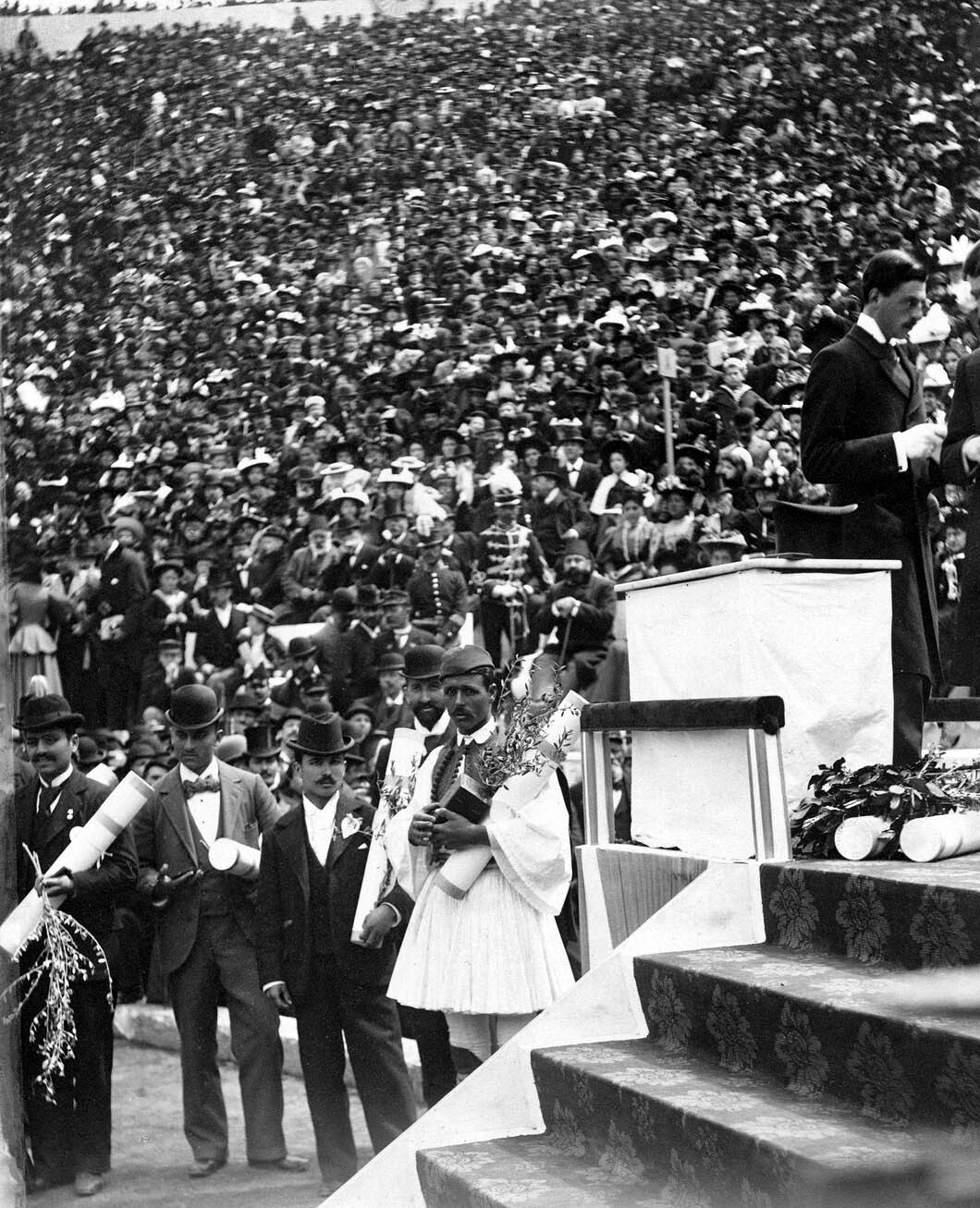
Spyridon Louis bei der Siegerehrung

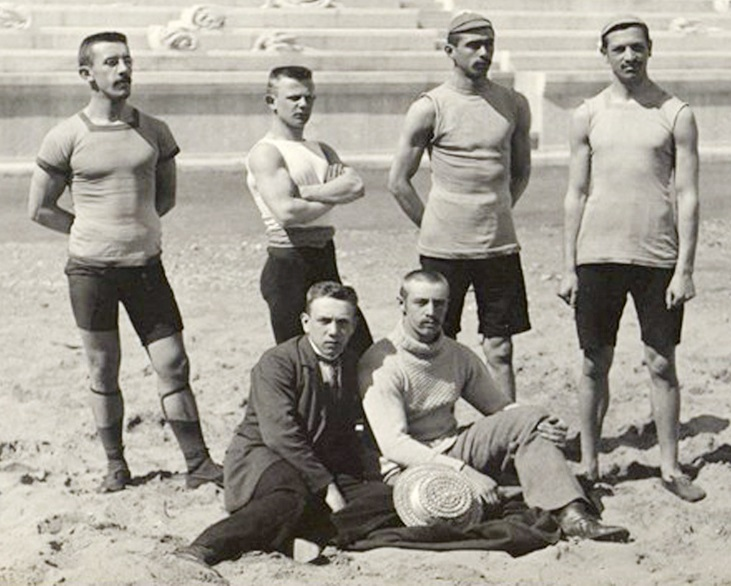
Gyula Kellner (oben links) kam auf den dritten Platz
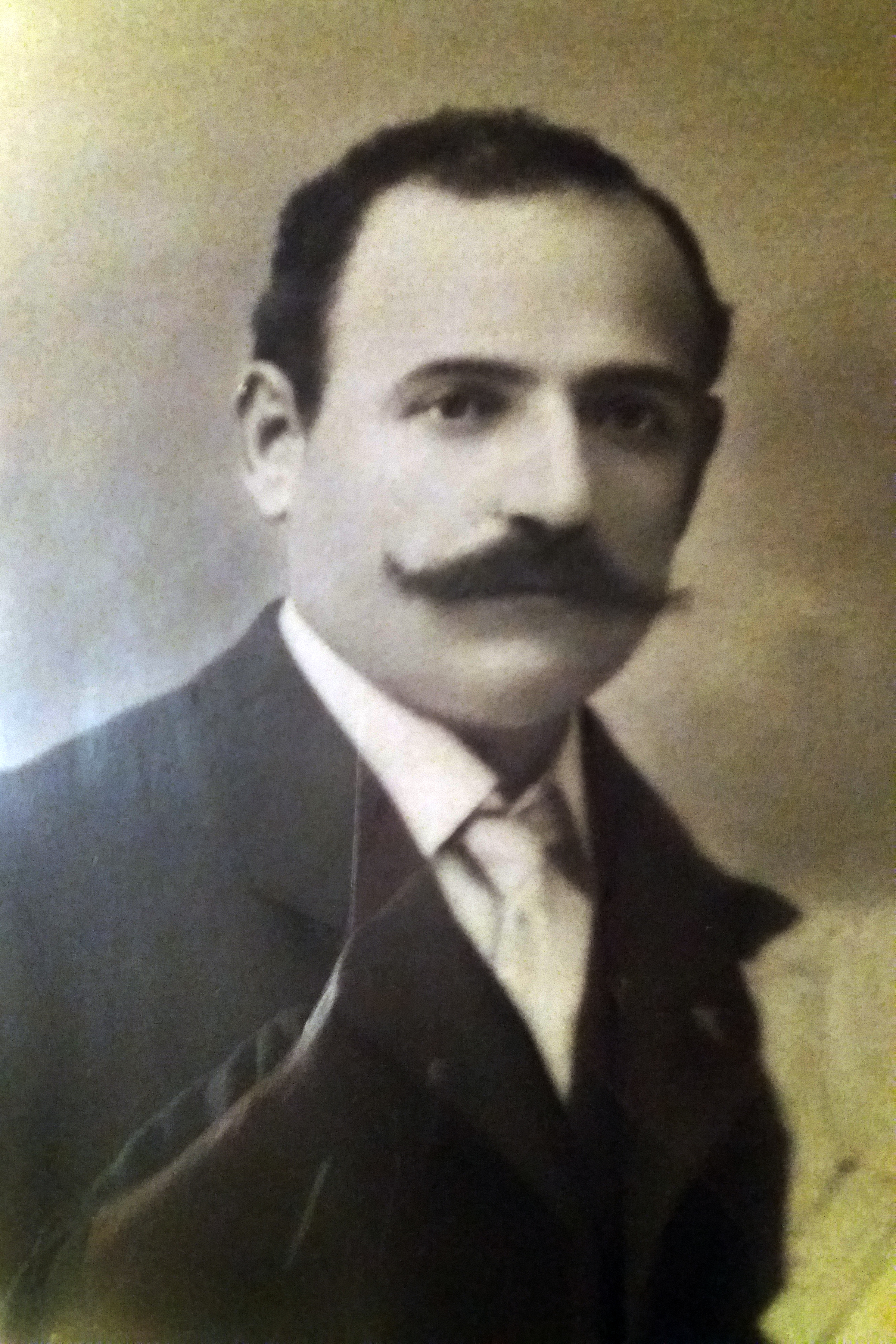
Evangelos Gerakaris belegte Rang sieben
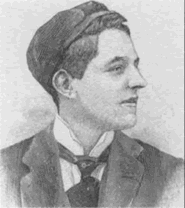
Edwin Flack, Olympiasieger über 800 und 1500 Meter, schied nach seinem zu hohen Anfangstempo aus
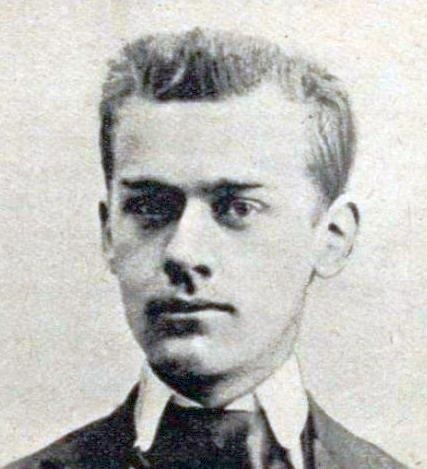
Albin Lermusiaux, 1500-Meter-Dritter, erreichte nicht das Ziel

## Ergebnisse

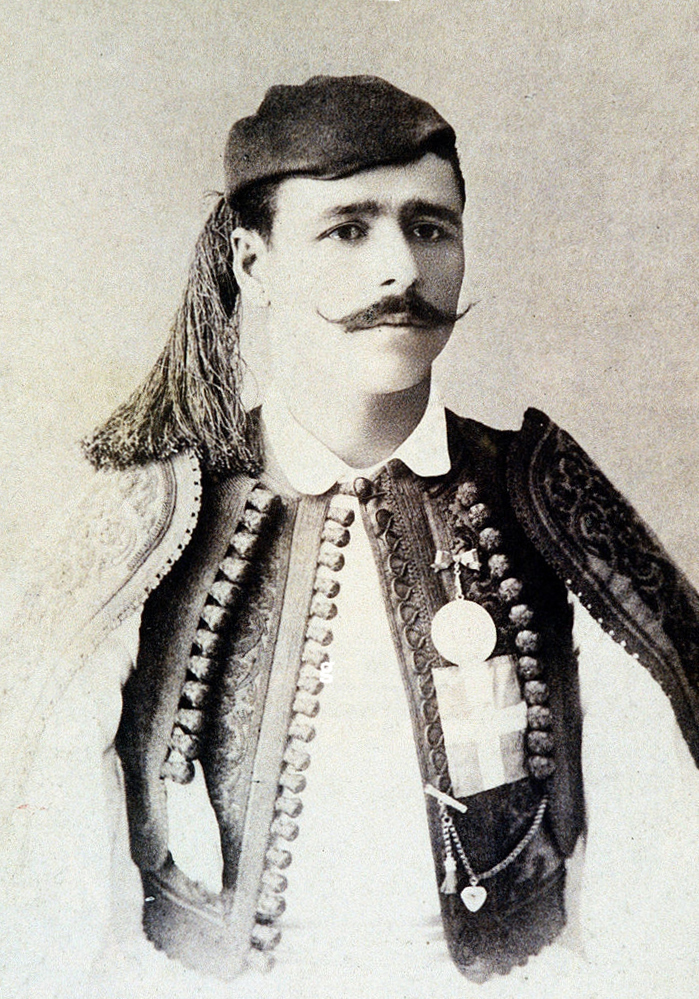
Olympiasieger Spyridon Louis

| Platz                   | Athlet                 | Land | Zeit (h) | Anmerkung |
| ----------------------- | ---------------------- | ---- | -------- | --------- |
| 1                       | Spyridon Louis         | GRE  | 2:58:50  | OR        |
| 2                       | Charilaos Vasilakos    | GRE  | 3:06:03  |           |
| 3                       | Gyula Kellner          | HUN  | 3:06:35  |           |
| 4                       | Ioannis Vrettos        | GRE  | k. A.    |           |
| 5                       | Eleftherios Papasymeon | GRE  | k. A.    |           |
| 6                       | Dimitrios Deligiannis  | GRE  | k. A.    |           |
| 7                       | Evangelos Gerakaris    | GRE  | k. A.    |           |
| 8                       | Stamatios Masouris     | GRE  | k. A.    |           |
| 9                       | Sokratis Lagoudakis    | GRE  | k. A.    |           |
|                         | Edwin Flack            | AUS  | DNF      |           |
| Albin Lermusiaux        | FRA                    |      | DNF      |           |
| Ioannis Lavrentis       | GRE                    |      | DNF      |           |
| Georgios Grigoriou      | GRE                    |      | DNF      |           |
| Arthur Blake            | USA                    |      | DNF      |           |
| Ilias Kafetzis          | GRE                    |      | DNF      |           |
| Dimitrios Christopoulos | GRE                    |      | DNF      |           |
| Spyridon Belokas        | GRE                    | DSQ  |          |           |